# Gary Bodeau
Gary Bodeau (ur. 18 listopada 1977 w Port-au-Prince) – haitański polityk, od 2018 roku jest przewodniczącym Izby Deputowanych.

## Życiorys
Gary Bodeau urodził się 18 listopada 1977 roku w szpitalu Chancerelles w Port-au-Prince. Kształcił się w szkole podstawowej Saint François de Tours przy rue Saint-Martin. Jest absolwentem psychologii społecznej na Wydziale Etnologii Uniwersytetu Stanowego Haiti (UEH), studiował także na uniwersytecie Saint Martin de Tours e Coeur de Jésus, na Wydziale Nauk Humanistycznych.

### Kariera polityczna
W 2010 roku założył ruch na rzecz emancypacji haitańskiej młodzieży o nazwie Jèn kore Jèn. W 2015 roku kandydował z ramienia partii Tarcza (fr. Bouclier) do Izby Deputowanych. 10 stycznia 2018 roku został wybrany przewodniczącym Izby Deputowanych. Jest przewodniczącym Parliamentary Alliance for Haiti (APH).